# Том ДіЧілло
Том Дічілло (англ. Tom DiCillo; нар. 14 серпня 1953, військова база Лежен, штат Північна Кароліна) — американський незалежний кінорежисер, сценарист і кінооператор.

## Біографія
Том ДіЧілло народився в сім'ї військового — полковника збройних сил США. Закінчив бакалаврат Університету Олд Домініон в Норфолку, штат Вірджинія, в 1975 році. В 1976 році вступив у кіношколу Університету Нью-Йорка, де за три роки поставив шість короткометражних фільмів. ДіЧілло також підробляв як актор і оператор. Так, він був оператором трьох фільмів свого приятеля по кіношколі Джима Джармуша.
Особливо популярний фільм ДіЧілло — «When You're Strange (фільм)» (в перекладі з англійської «Коли ти чужий»), документальна сага про Джима Моррісона і гурт The Doors.

## Фільмографія

### Як режисер
- 1991 — Джонні Замша / Johnny Suede
- 1995 — Життя в забутті / Living in Oblivion
- 1996 — Місячна скринька / Box of Moon Light
- 1997 — Справжня блондинка / The Real Blonde
- 2001 — Шкереберть / Double Whammy
- 2006 — Схиблений / Delirious
- 2009 — Коли ти дивний / When You're Strange — документальний

### Як оператор
- 1980 — Постійна відпустка / Permanent Vacation
- 1984 — Дивніше, ніж в раю / Stranger Than Paradise
- 1986 — Кава і сигарети / Coffee and Cigarettes